# Diphascon bidropion
Diphascon bidropion är en djurart som tillhör fylumet trögkrypare, och som beskrevs av Ito 1995. Diphascon bidropion ingår i släktet Diphascon och familjen Hypsibiidae. Inga underarter finns listade i Catalogue of Life.